# Karl Silberbauer
Karl Josef Silberbauer, född 21 juni 1911 i Wien, död 2 september 1972 i Wien, var en österrikisk Oberscharführer inom Sicherheitsdienst. Den 4 augusti 1944 arresterade han Anne Frank och hennes familj i Amsterdam.
Silberbauer, som 1943 stationerades i Nederländerna, fick den 4 augusti 1944 ett tips om att en judisk familj höll sig gömd i ett gårdshus i centrala Amsterdam. Tipset ledde till att Anne Frank och hennes familj avslöjades och arresterades. Efter krigsslutet återvände han till Wien och fängslades för övervåld i tjänst. Efter att ha släppts blev han rekryterad av BND. Silberbauer var en av många SS-medlemmar som rekryterades av BND. Hans bakgrund i SS ansågs som fördelaktig för mullvadsoperationer mot nynazistiska organisationer.
Genom Simon Wiesenthals verksamhet kunde Silberbauer 1963 spåras upp. Han arbetade i Wien som polisinspektör. Wienpolisen, som ville undvika en skandal, valde att i tysthet avskeda Silberbauer utan lön. Silberbauer var öppen mot sina kollegor med vad som hänt varpå en av dem läckte uppgiften till KPÖ. Även Wiesenthal läckte uppgifterna till nederländska medier. Han ställdes inför rätta men släpptes fri då det ansågs att han endast hade lytt order och inte begått några krigsbrott. Otto Frank var ett av vittnena som friade Silberbauer från personligt ansvar. Den nederländska polisen sökte Silberbauers hjälp i att identifiera angivaren, men Silberbauer påstod att den enda som kände till uppgiftsgivaren var hans dåvarande befäl Obersturmführer Julius Dettmann. Dettmann hade tagit sitt liv 1945 som krigsfånge hos de allierade. Silberbauer fick åter anställning hos Wienpolisen med ett enklare skrivbordsarbete. Silberbauer uttalade aldrig ånger över att varit delaktig i Anne Franks och hennes familjs död.